# Darío Pereyra
Alfonso Darío Pereyra Bueno (19 października 1956) – piłkarz urugwajski, środkowy obrońca (stoper, libero). Wzrost 184 cm, waga 79 kg. Później trener.
Pereyra karierę piłkarską rozpoczął w 1975, w klubie Club Nacional de Football. W tym samym roku znalazł się w kadrze reprezentacji Urugwaju na turniej Copa América 1975. Nie zagrał jednak w żadnym z dwóch meczów półfinałowych z Kolumbią.
W 1977 przeniósł się do Brazylii, do klubu São Paulo FC, w którym spędził większość swojej kariery. Grając w tym klubie dorobił się opinii jednego z najlepszych środkowych obrońców w historii ligi brazylijskiej. Zaliczany jest do grona graczy, którzy współtworzyli legendę klubu São Paulo.
Jako gracz São Paulo wziął udział w finałach mistrzostw świata w 1986 roku. Urugwaj dotarł do 1/8 finału, a Pereyra zagrał w dwóch ostatnich meczach – ze Szkocją i Argentyną. W tym samym roku zdobył mistrzostwo Brazylii (Campeonato Brasileiro Série A). Ponadto wraz z São Paulo FC czterokrotnie zwyciężał w mistrzostwach stanu São Paulo (Campeonato Paulista) – w 1980, 1981, 1985 i 1987.
Dwa lata po mistrzostwach przeniósł się do CR Flamengo, a rok później do SE Palmeiras. Ostatnie 2 lata kariery piłkarskiej spędził w Japonii, w klubie Matsushita Electronic.
Od 25 czerwca 1975 do 16 czerwca 1986 rozegrał w reprezentacji Urugwaju 32 mecze i zdobył 5 bramek.
Po zakończeniu kariery piłkarskiej został trenerem. Pracował w klubach brazylijskich.